# 사랑이라는 이름으로
《사랑이라는 이름으로》(일본어: 愛という名のもとに)는 1992년 1월 9일 ～ 3월 26일에 후지 TV 계열에서 후지 TV 목요극장 시간대에 방영된 TV 드라마이다. 마지막회는 인기에 힘입어, 당시로서는 이례적으로 15분 확대 방송을 하였다.

## 줄거리
대학교 보트부에서 청춘을 함께한 7명의 친구들이 사회인이 되고 3년 뒤, 은사의 장례식에서 재회한다. 각자의 이상과 현실의 차이에 고민하고 괴로워 하면서도 앞을 향해 살아가려고 하는 젊은이들의 모습을 그리고 있다.

## 개요
- 노지마 신지 다운 스피드한 전개와 '학벌 중심 사회', '골프장 개발에 따른 자연파괴', '자원봉사'와 같은 당시의 시대상을 반영한 내용, 그리고 약간은 낯 간지러운 직접적인 대사[1] 등이 독자적인 세계를 형성하여, 1990년대를 대표하는 우정을 그린 드라마로 평가받는다. 평균 시청률은 24.5%, 마지막회는 최고 시청률 32.6%를 기록하였다. 이는 밤 10시대 드라마로서는 경이적인 수치이며, 2010년 기준으로, 목요극장의 모든 작품 중에서도 역대 1위를 기록하고 있다.
- 많은 시청자들은 성실한 청년으로 그려졌던 주인공 3명(타카코, 켄고, 토키오)와는 대조적인 쵸로(篤, 배우: 나카노 히데오)를 기억하고 있다. 그가 다니는 증권회사의 상사가 그를 괴롭히는 장면은 너무도 가혹해서 증권 업계에서 항의가 들어올 정도였다.
- 쵸로의 죽음을 그린 시대적 배경은 방영 당시인 1992년 초반이라는 시기가 버블 경제가 무너지고, '불모의 90년대', '취직 빙하기'가 시작하던 시기였다.
- 배우 후카츠 에리의 후지 TV 연속 드라마 첫 출연작품이기도 하다.

## 등장인물
- 후지키 타카코 (藤木貴子) : 스즈키 호나미

고등학교 교사이며, 켄고에게 프로포즈를 받는다.
- 타카츠키 켄고 (高월 健吾) : 카라사와 토시아키

회사원으로 일하다가 국회의원인 아버지의 비서가 된다. 쵸로의 자살 후, 비리에 연루된 아버지를 고발한다.
- 진노 토키오 (神野時男) : 에구치 요스케

일정한 직업을 갖고 있지 않지만, 하루 하루를 즐기며 살고 있다.
- 이이모리 노리코 (飯森則子) : 도구치 요리코

백화점에서 근무하며, 별명은 '노리'이다.
- 츠카하라 슌 (塚原純) : 이시바시 타모츠

구청에서 일하고 있으며, 한 때는 작가 지망생이었다.
- 사이토 나오미 (斎藤尚美) : 나카지마 히로미

잘 나가는 모델이지만 이성 문제로 자살을 시도한다.
- 쿠라타 아츠시 (倉田篤) : 나카노 히데오

증권회사에 근무하고 있으며, 별명은 '쵸로'이다. 회사의 돈을 횡령하고, 결국 자살한다.

## 스탭
- 각본：노지마 신지
- 프로듀서：오오타 토오루
- 기획：야마다 요시아키
- 연출：나가야마 코조, 스기야마 노보루, 나카에 이사무
- 음악：히나타 토시후미

## 음악
주제가
하마다 쇼고 - 슬픔은 눈처럼 (悲しみは雪のように)
삽입곡
하마다 쇼고 - 사랑이라는 이름으로(愛という名のもとに), 라스트 쇼(ラストショー), J.BOY 등
오카바야시 노부야스 - 친구여(友よ), 우리가 바라는 것은(私たちの望むものは)
다이애나 로스 - THAT'S WHY I CALL YOU MY FRIEND
인용시(詩)
밥 딜런 - 〈Blowin' in the Wind〉 의 일본어 번역본

## 방영 정보
| 각화                                                       | 방송일          | 제목                                    | 시청률 |
| ---------------------------------------------------------- | --------------- | --------------------------------------- | ------ |
| 1화                                                        | 1992년 1월 9일  | 청춘의 인연 (青春の絆)                  | 23.1%  |
| 2화                                                        | 1992년 1월 16일 | 꿈을 쫓아서 (夢を追って)                | 23.1%  |
| 3화                                                        | 1992년 1월 23일 | 숨겨진 청춘의 날 (隠された青春の日)     | 21.9%  |
| 4화                                                        | 1992년 1월 30일 | 눈물이 넘쳐 (涙あふれて)                | 21.9%  |
| 5화                                                        | 1992년 2월 6일  | 결심 (決心)                             | 22.9%  |
| 6화                                                        | 1992년 2월 13일 | 잃어버린 길에서 (見失った道で)          | 22.5%  |
| 7화                                                        | 1992년 2월 20일 | 바람을 맞으며 (風に吹かれて)            | 22.8%  |
| 8화                                                        | 1992년 2월 27일 | 너가 인생의 시간 (君が人生の時)         | 21.9%  |
| 9화                                                        | 1992년 3월 5일  | 거짓된 날들 (いつわりの日々)            | 24.4%  |
| 10화                                                       | 1992년 3월 12일 | 친구여 (友よ)                           | 27.9%  |
| 11화                                                       | 1992년 3월 19일 | 살다 (生きる)                           | 29.0%  |
| 최종화                                                     | 1992년 3월 26일 | 우리들이 바라는 것은 (私達の望むものは) | 32.6%  |
| 평균 시청률 24.7%（시청률 칸토 지방 비디오 리서치사 조사） |                 |                                         |        |

## 노지마 신지의 전환점
각본가 노지마 신지는 1988년 데뷔 이래 꾸준히 활동해왔지만, 취재는 거의 하지 않았다. 그러나 이 드라마는 국회의원 비서나 병원 관계자, 환경보호단체, 증권회사원 등을 취재를 하였다. '왜 이렇게 재미있는 걸 가르쳐 주지 않았을까 하는 생각을 했어요 (웃음).'라고 말할 정도로 취재의 중요성을 실감하였다. 노지마는 이 《사랑이라는 이름으로》에서, 사회파 드라마 노선의 발판을 마련했다고 말할 수 있을 것이다.